# Santiago Güell i Grau
Santiago Güell i Grau (Villafranca del Panadés, 1869-Barcelona, 1955) fue un arquitecto modernista español. 

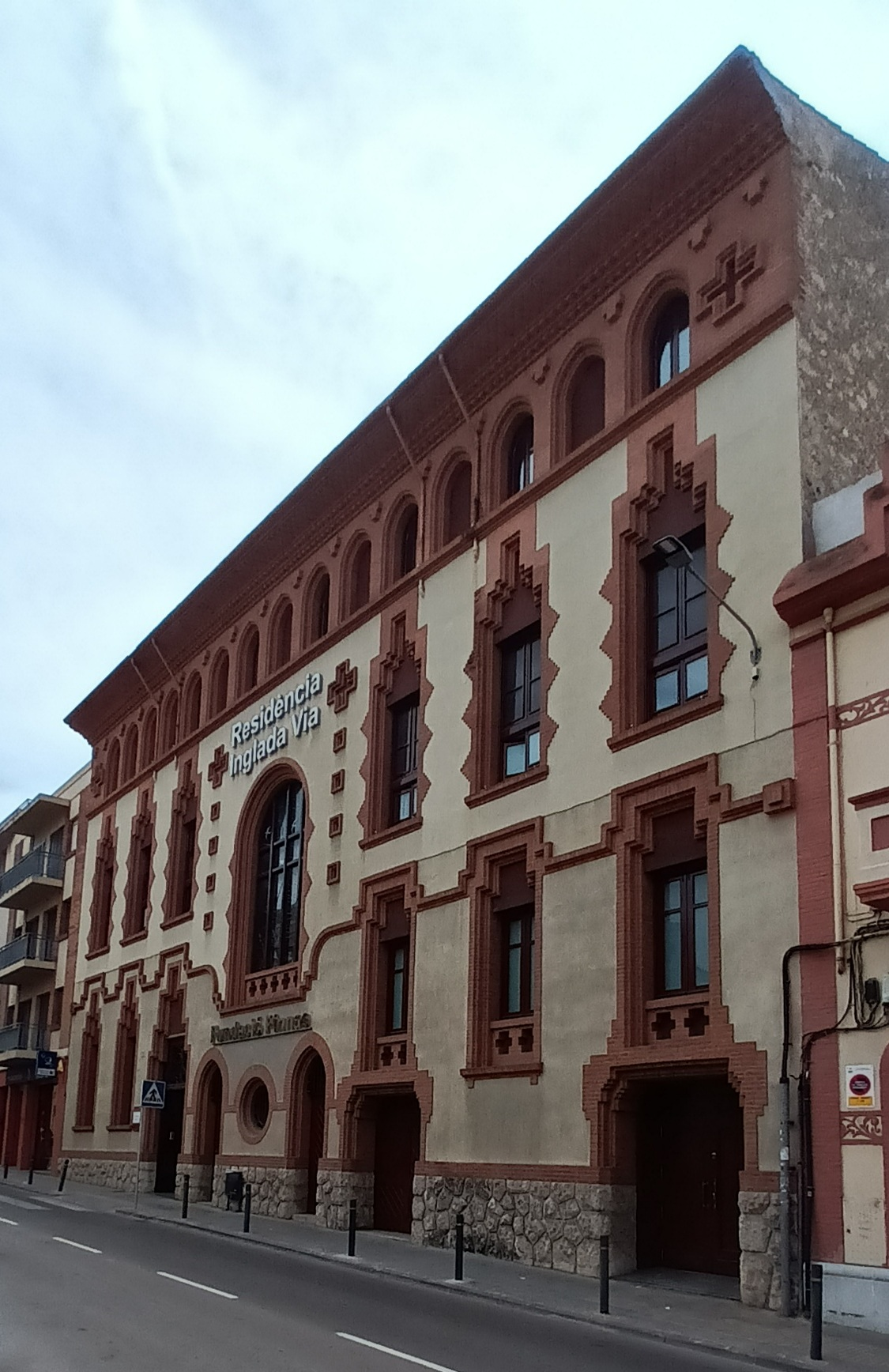
Asilo Inglada Via (1914)

Estudió en la Escuela Técnica Superior de Arquitectura de Barcelona, donde se tituló en 1892. Fue arquitecto municipal de Villafranca del Panadés (1893-1904 y 1910-1918), con un estilo que evolucionó del historicismo al modernismo y el novecentismo. Sus primeras obras fueron historicistas, como la casa Isidre Hill (1900). En su etapa modernista realizó obras caracterizadas por las formas ondulantes y la decoración floral, entre las que destacan los Almacenes Magí Figueres (1904), la casa Maria Claramunt (1905), la casa Miró (1905), la casa Artur Inglada (1905), la casa Guasch (1905-1909), la casa Ramona Quer (1906), la casa Torres Casals (1909), la casa Elies Valero (1910) y el Asilo Inglada Via (1914). En 1903 participó en el proyecto de nueva fachada para la iglesia de Santa María.
Fue alcalde de Villafranca del Panadés en 1909 y en 1922.